# Chelsea Clinton
Chelsea Victoria Clinton (født 27. februar 1980) er datter af Bill Clinton, tidligere præsident for USA, og Hillary Clinton, USA's tidligere udenrigsminister.
Chelsea Clinton er uddannet i historie fra Stanford University i 2001. I 2004 blev hun ansat hos McKinsey and Company i New York. Siden 2005 har hun boet i London.